# Nankina
Le nankina est une langue finisterre parlée dans la province de Madang en Papouasie-Nouvelle-Guinée.

## Écriture
| a | ʌ | b | d | e | g | i | j | k | m | n | ŋ | o | p | s | t | u | z | y |